# كلية الأمير سلطان للإدارة
كلية الأمير سلطان للإدارة كلية أهلية ربحية تأسست عام 2007 تحت اشراف وكالة التعليم الجامعي الأهلي، وهي تابعة لجامعة الفيصل إحدى مبادرات مؤسسة الملك فيصل الخيرية. تركز الكلية على تدريس علوم الإدارة والسياحة، ولها مقران رئيسيان في كلٍ من مدينة جدة ومدينة أبها. تتعاون في نشاطها التعليمي مع جامعة فرجينيا تيك بالولايات المتحدة الأمريكية.

عميد الكلية هو الدكتور شكيل أحمد حبيب

## البرامج الأكاديمية

### التخصصات الأكاديمية لدرجة البكالوريوس
- إدارة الأعمال.
- التسويق.
- نظم المعلومات الإدارية.
- المحاسبة.
- الإدارة المالية.
- إدارة المناسبات والحج والعمرة.
- السياحة البيئية.

### التخصصات الأكاديمية لدرجة الماجستير
- درجة الماجستير في إدارة الأعمال.[3]